# Cantó de Tarba-5
El cantó de Tarba-5 és un cantó francès del departament dels Alts Pirineus, situat al districte de Tarba. Compta amb una part del municipi de Tarba.

## Història
| Data d'elecció                           | Identitat           | Partit | Qualitat |
| ---------------------------------------- | ------------------- | ------ | -------- |
| 1985-1998                                | Jean Journé         | UDF    |          |
| 1998-                                    | Jean-Claude Palmade | PS     |          |
| les dades anteriors no són pas conegudes |                     |        |          |
|                                          |                     |        |          |